# Bommasagara, Gangawati
Bommasagara là một làng thuộc tehsil Gangawati, huyện Koppal, bang Karnataka, Ấn Độ.